# بیچ‌کرفت ۱۹۰۰
بیچ‌کرفت ۱۹۰۰ (به انگلیسی: Beechcraft 1900) یک هواگرد چندمنظوره، ۱۹ نفره مسافربری توربوپراپ با بدنه تحت فشار هوای تهویه شده است که ساخت شرکت بیچ‌کرفت است. این هواپیما ابتدا بعنوان اما سپس بعنوان هواپیمای باری نیز مورد استفاده قرار گرفت.